# Domaine provincial de Huizingen

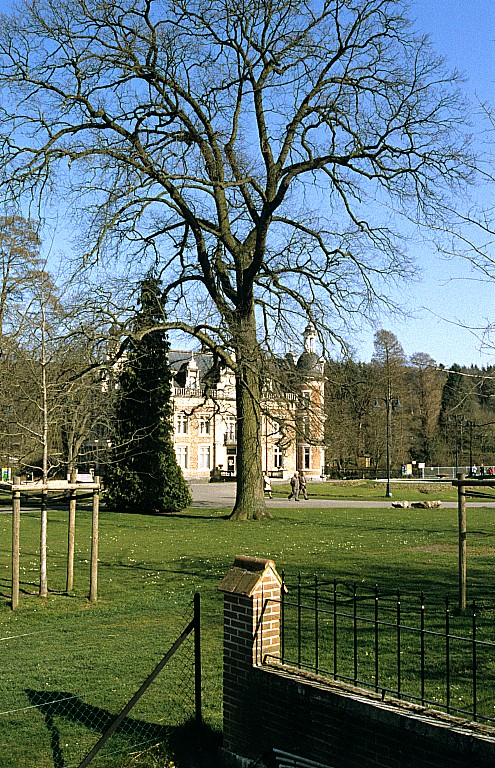
Château de Huizingen

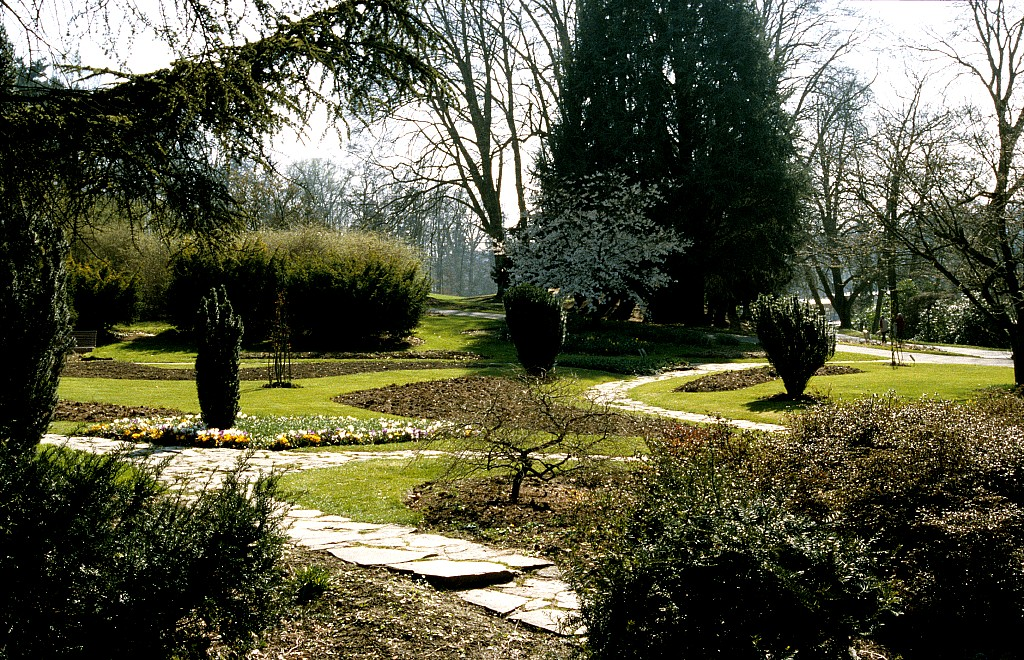
Jardin du domaine provincial

Le domaine provincial de Huizingen (Provinciedomein Huizingen en néerlandais) est un centre sportif et récréatif du Brabant flamand situé à Huizingen dans la commune de Beersel en Belgique. Ce parc familial est équipé d’une piste d'athlétisme, de plusieurs terrains de tennis, d’une plaine de jeux, d’un parc animalier, d’un étang au pied du château d’Huizingen où l’on peut faire de la barque ou du pédalo.
Il est accessible en transports publics par le bus De Lijn 153.
La piscine en plein air est définitivement fermée depuis 2022.